# Justicia multicaulis
Justicia multicaulis là một loài thực vật có hoa trong họ Ô rô. Loài này được Donn. Sm. mô tả khoa học đầu tiên năm 1909.